# Даница Шмиц
Даница Шмиц (Београд, Јуна 1937) најстарија је волонтерка Црвеног крста у Србији.

## Биографија
Рођена је у Београду, Јуна 1937. године. Као дете преживела је бомбардовање Београда 1941. године и сплетом срећних околности избегла је смрт у подруму једне зграде на Врачару где је живела са родитељима за време другог светског рата. Мајка је два сина и наставница физике и математике у пензији, али она је и херој волонтерства са активним стажом од преко 50 година и добротворног рада иза којег стоји њена несебична жеља да помогне свим људима у невољи.
1970. године, учланила у југословенски црвени крст, како се тада звала ова установа. Завршила је курс за болничарку, те је оспособљена за указивање неге и помоћи рањеника у миру и рату. Од 2004. године има књижицу планинарског друштва „победа” и са њима редовно шета по планинама Србије.
Током пандемије Корона вируса је такође помагала суграђанима којима је помоћ била потребна.
Носилац је многих призања, међу којима је и признање „доброчинитељ” које је 6. фебруара 2021. године добила од Владе Републике Србије.